# Tabuan-Lasa
Tabuan-Lasa ist eine philippinische Stadtgemeinde in der Provinz Basilan, die am 29. März 2008 aus zwölf Baranggays die zuvor zur Stadtgemeinde Sumisip gehört haben gegründet wurde.

## Baranggays
Sumisip ist politisch unterteilt in zwölf Baranggays:
- Babag (Babuan Island)
- Balanting
- Boloh-boloh
- Bukut-Umus
- Kaumpurnah
- Lanawan
- Pisak-pisak
- Saluping
- Suligan (Babuan Island)
- Sulloh (Tapiantana)
- Tambulig Buton
- Tong-Umus